# مسجد ستراسبورغ
يقع مسجد ستراسبورغ أو المسجد الكبير في ستراسبورغ (بالفرنسية: Grande Mosquée de Strasbourg)‏ في مدينة ستراسبورغ بفرنسا. يقع على ضفاف نهر إيل في حي هيريتز (Heyritz). تم افتتاحه في سبتمبر 2012، لدى المسجد القدرة على استيعاب أكثر من 1200 شخص. يرتاد المسجد المسلمون من شمال إفريقيا ، ومعظمهم من أصول مغربية.

## تاريخ
صمم المسجد باولو بورتوغيزي، الذي صمم أيضًا مسجد روما.
وضع الحجر الأول للمسجد في 29 أكتوبر 2004 من قبل رئيس بلدية ستراسبورغ فابيان كيلر.